# Asfeld
Asfeld és un municipi francès situat al departament de les Ardenes i a la regió del Gran Est. L'any 2007 tenia 999 habitants.

## Demografia

### Població
El 2007 la població de fet d'Asfeld era de 999 persones. Hi havia 382 famílies de les quals 78 eren unipersonals (16 homes vivint sols i 62 dones vivint soles), 156 parelles sense fills, 136 parelles amb fills i 12 famílies monoparentals amb fills.
La població ha evolucionat segons el següent gràfic:
Habitants censats

### Habitatges
El 2007 hi havia 431 habitatges, 385 eren l'habitatge principal de la família, 22 eren segones residències i 24 estaven desocupats. 416 eren cases i 13 eren apartaments. Dels 385 habitatges principals, 310 estaven ocupats pels seus propietaris, 64 estaven llogats i ocupats pels llogaters i 11 estaven cedits a títol gratuït; 2 tenien una cambra, 3 en tenien dues, 34 en tenien tres, 101 en tenien quatre i 245 en tenien cinc o més. 278 habitatges disposaven pel capbaix d'una plaça de pàrquing. A 201 habitatges hi havia un automòbil i a 142 n'hi havia dos o més.

### Piràmide de població
La piràmide de població per edats i sexe el 2009 era:
| Homes | Edats   | Dones |
| ----- | ------- | ----- |
| 0     | 95 o +  | 0     |
| 0     | 90 a 94 | 0     |
| 8     | 85 a 89 | 0     |
| 4     | 80 a 84 | 4     |
| 12    | 75 a 79 | 20    |
| 32    | 70 a 74 | 40    |
| 24    | 65 a 69 | 40    |
| 32    | 60 a 64 | 12    |
| 16    | 55 a 59 | 28    |
| 44    | 50 a 54 | 36    |
| 32    | 45 a 49 | 40    |
| 48    | 40 a 44 | 28    |
| 52    | 35 a 39 | 40    |
| 24    | 30 a 34 | 32    |
| 24    | 25 a 29 | 20    |
| 32    | 20 a 24 | 16    |
| 33    | 15 a 19 | 32    |
| 28    | 10 a 14 | 44    |
| 36    | 5 a 9   | 32    |
| 8     | 0 a 4   | 32    |

## Economia
El 2007 la població en edat de treballar era de 635 persones, 421 eren actives i 214 eren inactives. De les 421 persones actives 369 estaven ocupades (217 homes i 152 dones) i 52 estaven aturades (24 homes i 28 dones). De les 214 persones inactives 58 estaven jubilades, 75 estaven estudiant i 81 estaven classificades com a «altres inactius».

### Ingressos
El 2009 a Asfeld hi havia 417 unitats fiscals que integraven 1.081 persones, la mediana anual d'ingressos fiscals per persona era de 18.074 €.

### Activitats econòmiques
Dels 58 establiments que hi havia el 2007, 4 eren d'empreses extractives, 1 d'una empresa alimentària, 1 d'una empresa de fabricació d'altres productes industrials, 8 d'empreses de construcció, 17 d'empreses de comerç i reparació d'automòbils, 2 d'empreses de transport, 1 d'una empresa d'informació i comunicació, 3 d'empreses financeres, 7 d'empreses de serveis, 8 d'entitats de l'administració pública i 6 d'empreses classificades com a «altres activitats de serveis».
Dels 22 establiments de servei als particulars que hi havia el 2009, 1 era una oficina d'administració d'Hisenda pública, 1 gendarmeria, 1 oficina de correu, 1 una oficina bancària, 1 funerària, 5 tallers de reparació d'automòbils i de material agrícola, 1 autoescola, 1 paleta, 5 guixaires pintors, 2 lampisteries, 2 perruqueries i 1 saló de bellesa.
Dels 5 establiments comercials que hi havia el 2009, 1 era un hipermercat, 1 una gran superfície de material de bricolatge, 1 una botiga de menys de 120 m², 1 una fleca i 1 una joieria.
L'any 2000 a Asfeld hi havia 20 explotacions agrícoles que ocupaven un total de 1.632 hectàrees.

## Equipaments sanitaris i escolars
Els 2 equipaments sanitaris que hi havia el 2009 eren farmàcies.
El 2009 hi havia una escola elemental. Asfeld disposava d'un col·legi d'educació secundària amb 368 alumnes.

## Poblacions més properes
El següent diagrama mostra les poblacions més properes.